# 45 rpm: The Singles, 1977-1979
45 rpm: The Singles, 1977-1979 è una raccolta nel formato box set del gruppo punk inglese The Jam. Il box set contiene i primi nove singoli discografici rimasterizzati del gruppo pubblicati tra il 1977 ed il 1979. La confezione riproduce le copertine e gli artwork originali dei singoli.

## Tracce

### Disco 1
1. In the City
2. Takin' My Love

### Disco 2
1. All Around the World
2. Carnaby Street

### Disco 3
1. The Modern World
2. Sweet Soul Music
3. Back In My Arms Again (live at the 100 Club)
4. Bricks & Mortar (live at the 100 Club)

### Disco 4
1. News of the World
2. Aunties and Uncles (Impulsive Youths)
3. Innocent Man

### Disco 5
1. David Watts
2. 'A' Bomb In Wardour Street

### Disco 6
1. Down in the Tube Station at Midnight
2. So Sad About Us
3. The Night

### Disco 7
1. Strange Town
2. The Butterfly Collector

### Disco 8
1. When You're Young
2. Smithers-Jones

### Disco 9
1. The Eton Rifles
2. See Saw